# 夜霧殺機
《夜霧殺機》（英語：The Fog，也稱），是一部於1980年上映的美國恐怖電影，由約翰·卡本特執導，並同時撰寫劇本與電影配樂製作。講述一股怪異發光的霧在加利福尼亞的一個小海濱小鎮上掃蕩鎮上居民使他們一個個遭到殺害的離奇事件。在1978年的恐怖電影《月光光心慌慌》成功之後，《夜霧殺機》是卡本特的第一部戲劇電影。起初獲得了褒貶不一的評價，但這部電影在之後幾年重新得到正面的好評並獲得了死忠影迷的追隨。
本片於2005年推出了重拍版《鬼霧》，由Rupert Wainwright執導。
電影由艾德里妮·巴柏、潔美·李·寇蒂斯、湯姆·阿特金斯、珍妮特·利、賀爾·賀爾布魯克主演。

## 劇情
根據傳說，幾百年前有個船難事件死了六名船員，他們誓言將於神秘的夜霧出現時，他們將會回來復仇。馬龍神父尋找到一本由先祖所寫的日記，証實了這個傳言的真實性，當黎明消逝，神秘的夜霧將會迷漫整個小鎮時，這場殺戮將會開始...

## 演員
- 艾德里妮·巴柏（英语：Adrienne Barbeau） 飾 史蒂芬·韋爾（Stevie Wayne）
- 潔美·李·寇蒂斯 飾 伊莉莎白·索莉（Elizabeth Solley）
- 珍妮特·利 飾 凱西·威廉姆斯（Kathy Williams）
- 約翰·豪斯曼 飾 麥屈先生（Mr. Machen）
- 湯姆·阿特金斯（英语：Tom Atkins (actor)） 飾 尼克·坎斯托（Nick Castle）
- 詹姆斯·坎寧 飾 迪克·巴克斯特（Dick Baxter）
- 查爾斯·塞普赫斯（英语：Charles Cyphers） 飾 丹·歐班諾（Dan O'Bannon）
- 南希·凱斯（英语：Nancy Kyes） 飾 珊迪·費德爾（Sandy Fadel）
- 泰·米切爾 飾 安迪·韋恩（Andy Wayne）
- 賀爾·賀爾布魯克 飾 馬龍神父（Father Malone）
- 約翰·F·高夫 飾 艾爾·威廉姆斯（Al Williams）
- 喬治·巴克·弗勞爾（英语：George Buck Flower） 飾 湯米·華萊斯（Tommy Wallace）
- 達爾文·瓊斯頓（英语：Darwin Joston） 飾 毘比斯博士 （Dr. Phibes）
- 羅布·柏庭（英语：Rob Bottin） 飾 布萊克 （Blake）
- 約翰·卡本特 飾 班奈特（Bennett，未掛名）

## 製作

### 發展
約翰·卡本特表示這部電影的靈感來自英國電影《The Trollenberg Terror》，其中涉及這個躲藏在雲中的怪物。他還表示他與他的製片人兼女友黛博拉·希爾一起參觀巨石陣所啟發。而在英國時，正在進行拍攝《攻擊13號警局》時，卡本特與希爾頓在當天下午晚間時訪問了該地區，在遠處看到一片令人毛骨悚然的霧氣。在這部電影的DVD音頻評論中，卡本特指出，一艘船被掠奪攻下後的殘骸事件是以19世紀戈利塔附近發生的一個真實事件（這事件在1975年的湯姆·勞克林的電影《The Master Gunfighter》中描繪敘述出來）。

### 選角
卡本特的妻子艾德里妮·巴柏將飾演女主角，她曾出現在卡本特1978年的電視電影《有人看我》，這是她的第一部電影，隨後也參與卡本特的下一部電影作品《紐約大逃亡》。
巴柏的朋友湯姆·阿特金斯將飾演尼克·坎斯托（Nick Castle），《夜霧殺機》是阿特金斯第一次出現在卡本特的電影中，隨後他也繼續接演卡本特的下一部電影《紐約大逃亡》與卡本特監製的《月光光心慌慌3：巫法巫天》。
潔美·李·寇蒂斯在演出卡本特的《月光光心慌慌》成名，並作為卡本特的專用演員之一，這次將飾演伊莉莎白·索莉（Elizabeth Solley），曾經談到這個角色出現在另一部卡本特的電影中時，她說：「我很喜歡約翰，他讓我探索到自己不同的一面。現在我被寵壞了，我的下一位導演將會讓我變得幾乎感到失望。」

## 發行
除了最後的110萬美元的生產預算外，Avco Embassy僅花費300萬美元，用於廣告，包括電視節目，廣播節目，平面廣告，甚至是在選定的劇院的大廳裡（每台費用為350英鎊）都在播放《夜霧殺機》。另外未公開的數額用於600張電影，其中540張分發給美國電影院。最初這部電影是在1979年聖誕節期間發行，但是Avco大使館總裁鮑勃·雷姆選擇等到1980年二月，其他電影和更多的戲劇屏幕將會有較少的主要票房競爭。從2月1日開始，這部電影在各個城市發行了一個交錯的版本，之後該月份擴大到更多地點發行。

### 票房
這部電影在美國和加拿大獲得了2130萬美元。

## 小說化
電影的小說化由丹尼斯·埃奇森撰寫，並由Bantam Books於1980年1月出版。在小說中有明確暗示在電影中那必須死的六個人並不是隨機的，而是有六位原先將要死亡的人策劃害死他們的事實。

## 家庭媒體
這部電影自20世紀80年代初以來已經發行了各種家庭視頻格式，包括錄像帶與DVD。它於2002年在DVD上發行，並附有額外的功能，包括兩本紀錄片和約翰·卡本特與黛博拉·希爾的音頻評論以及預告片和畫廊。Shout! Factory於2013年發行藍光版本，其中包括以前的額外功能，以及演員艾德里妮·巴柏和湯姆·阿特金斯以及製作設計師兼剪輯師湯米·李·華萊斯的新音頻評論，與潔美·李·寇蒂斯進行了新的採訪片段，還有關於回訪《月光光心慌慌》的故事。

## 重啟版
在2005年Rupert Wainwright執導與重拍後，Cooper Layne撰寫劇本，由湯姆·威靈和瑪姬·格蕾斯主演。雖然根據卡本特和希爾的原創劇本重拍，但是重拍版比較居向「青少年恐怖」，所以給予「PG13」級（原版則評為「R」級）。電影由於糟糕的劇本和較差演技，只有4％爛番茄的評價。

## 外部連結
- 互联网电影数据库（IMDb）上《夜霧殺機》的资料（英文）
- 爛番茄上《夜霧殺機》的資料（英文）
- TCM电影资料库上《夜霧殺機》的资料（英文）
- AllMovie上《夜霧殺機》的资料（英文）
- The Fog at John Carpenter's website